# أبو بكر شكوي
أبو بكر محمد شكوي أو أبو بكر محمد شيكاو قائد حركة بوكو حرام، وأمير تنظيم الدولة الإسلامية في غرب إفريقيا سابقًا. ولد في قرية يعمل أهلها في الزراعة وتربية المواشي قرب الحدود مع النيجر في ولاية يوبي. درس الفقه الإسلامي عند رجال الدين في مايدوغوري عاصمة ولاية بورنو المجاورة. وفي تلك المرحلة تعرف على مؤسس حركة «بوكو حرام»، الداعية محمد يوسف قبل أن يلتحق بها. ترأس شيكاو بوكو حرام عام 2009 م بعد أن أعدمت الشرطة النيجيرية زعيمها السابق محمد يوسف.
يتهم أبو بكر القيم الغربية بأنها مسؤولة عن المشاكل في نيجيريا، مثل الفساد المتفشي والفقر المدقع في المجتمع. صرح أبو بكر إحدى المرات بأنه «يحب أن يقتل من يأمره الله بقتله، كما يقتل الدجاج والأغنام».

## إشاعات اغتياله
- في عام 2009 أُشيع خبر مقتله، ولكن ظهر قائدًا المجموعة بعد أقل من عام.[6]
- في عام 2014 قال الجيش النيجيري أن قتله خلال معركة استمرت في الفترة من 12 سبتمبر إلى 14 سبتمبر.[7]
- في سبتمبر 2014 نشر الجيش الكاميروني صورة وادعى أن قواتها قتله.[8]

وردًا على هذه التقارير، علق المحلل الأمني ريان كامينغز، «هل هذا الموت الرابع أو الخامس له؟»، في أوائل أكتوبر عام 2014، حصلت وكالة الأنباء الفرنسية علي فيديو له يظهر أنه على قيد الحياة، سخرًا فيه من مزاعم الجيش النيجيري أنه قُتل.

## إعلان بيعته لأبو بكر البغدادي
في 8 مارس 2015 م بايعت حركة بوكو حرام تنظيم الدولة الإسلامية، وذلك بحسب بيان صوتي بُث عبر موقع الحركة على تويتر. بكلمة صوتية على لسان قائد بوكو حرام أبوبكر شيكاو.
وقال شيكاو في رسالته: «نعلن بيعتنا للخليفة»، وذلك في إشارة إلى أبو بكر البغدادي ، وأضاف: «سنسمع ونطيع في العسر واليسر». وفي 12 مارس 2015 قبل تنظيم الدولة الإسلامية بيعة الحركة، وغيرت الحركة اسمها ليصبح ولاية غرب أفريقيا.

## عزله من المنصب
عزل أبو بكر البغدادي أبو بكر شيكاو وعين أبو مصعب البرناوي بسبب توجهات وتصرفات شيكاو خصوصاً قتله لمدنيين، فتم عزله من منصبه وتنصيب أبو مصعب البرناوي أميرًا لولاية غرب أفريقيا سنة 2016.

## طالع أيضًا
- تمرد بوكو حرام
- بوكو حرام